# Linnaeus Edford La Fetra

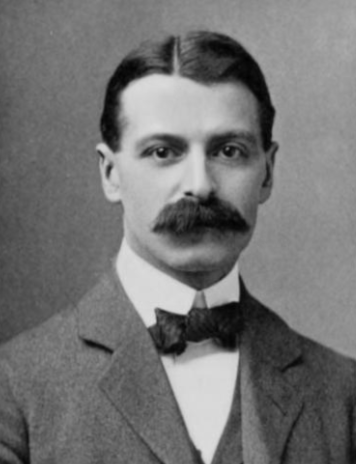

Linnaeus Edford La Fetra (auch Linnaeus E. La Fetra, * 12. Oktober 1868 in Washington, D.C.; † 27. Dezember 1965) war ein US-amerikanischer Kinderarzt.

## Leben

### Familie und Ausbildung
Der gebürtige Washingtoner Linnaeus Edford La Fetra, ältester von drei Söhnen des George Henry Lafetra und der Sarah Lafetra, geborene Doan, erlangte im Jahre 1891 den Grad eines Bachelor of Arts an der Wesleyan University in Middletown, Connecticut. Er widmete sich in der Folge dem Studium der Medizin am Columbia University College of Physicians and Surgeons, das er 1894 mit der Promotion zum Doctor of Medicine (M.D.) abschloss.
Linnaeus Edford La Fetra heiratete am 8. Juni 1899 die aus Toronto, Kanada stammende Annie Edith Parsons. Der Ehe entstammte die Tochter Helen (Mrs. Louis Lee Stanton). Er starb 1965 im Alter von 97 Jahren. Seine letzte Ruhestätte fand er auf dem Lakeview Cemetery in New Canaan, Connecticut.

### Beruflicher Werdegang
Linnaeus Edford La Fetra war nach der Promotion bis 1896 als Praktikant und Hauschirurg (House Surgeon) am New York Hospital angestellt. Im Anschluss absolvierte er ein einjähriges Praktikum am Sloan Maternity Hospital. 1897 übernahm er eine Stelle als Physician am  Nursery and Childs' Hospital, die er im Folgejahr niederlegte. Linnaeus Edford La Fetra leitete seit 1898 eine eigene Praxis in New York City. Zusätzlich war er von 1902 bis 1920 als Associate in Diseases of Children an der Columbia University sowie von 1911 bis 1920 als Director des  Children’s Medical Service am Bellevue Hospital eingesetzt. Im Jahre 1920 folgte er einer Berufung als Professor of Diseases of Children an die New York Post Graduate-Medical School, bevor er 1928 zurücktrat.
Linnaeus Edford La Fetra, einer der führenden Kinderärzte der Vereinigten Staaten seiner Zeit, wirkte darüber hinaus als Editor der Archives of Pediatrics sowie von 1917 bis 1918 als President der American Pediatric Society. Er hatte Mitgliedschaften in der American Medical Association und in der Medical Society of the State of New York inne.

## Publikationen
- zusammen mit Arthur Schlossmann, Henry Larned Keith Shaw: The diseases of children; a work for the practising physician Volume 2. Nabu Press, 2010
- zusammen mit Meinhard von Pfaundler, Arthur Schlossmann: The Diseases of Children: Pathology, Symptomatology, Prophylaxis, Therapeutics, Feeding. Nabu Press, 2010
- Transactions of the American Pediatric Society, Vol. 16: Sixteenth Session Held at Detroit, Mich., 30, 31 and June 1, 194. Forgotten Books, 2016
- Archives of Pediatrics, Vol. 24: A Monthly Journal Devoted to the Diseases of Infants and Children; January to December, 1907. Forgotten Books, 2017